# 利昂·巴特勒
利昂·巴特勒（英語：Leon Butler，1892年12月2日—1973年6月15日），美国男子赛艇运动员。他曾代表美国参加1924年夏季奥林匹克运动会赛艇比赛，获得男子双人单桨有舵手铜牌。